# Amblyseius curiosus
Amblyseius curiosus är en spindeldjursart som först beskrevs av Chant och Baker 1965.  Amblyseius curiosus ingår i släktet Amblyseius och familjen Phytoseiidae. Inga underarter finns listade i Catalogue of Life.